# Corsicana (Teksas)
Corsicana je grad u američkoj saveznoj državi Teksas. Prema popisu stanovništva iz 2010. u njemu je živjelo 23.770 stanovnika.